# Riku Miura
Riku Miura (jap. 三浦 璃来 Miura Riku; * 17. Dezember 2001 in Takarazuka) ist eine japanische Eiskunstläuferin, die im Paarlauf antritt. Mit Ryūichi Kihara ist sie Weltmeisterin sowie Vier-Kontinente-Meisterin der Jahre 2023 und 2025. Das Paar vertrat Japan bei den Olympischen Winterspielen 2022.

## Sportliche Karriere

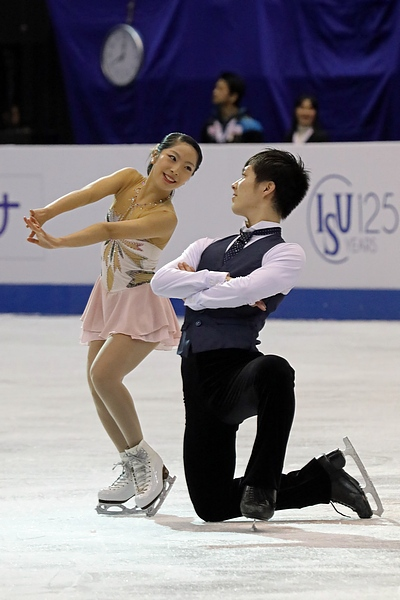
Riku Miura und Shoya Ichihashi bei den Juniorenweltmeisterschaften 2017

Riku Miura begann 2006 mit dem Eiskunstlauf. Mit Shoya Ichihashi gewann sie zweimal die Goldmedaille bei den Japanischen Jugendmeisterschaften. In der Saison 2017/18 wechselten sie zu den Erwachsenen und gewannen bei den Japanischen Meisterschaften die Bronzemedaille. Bei den Vier-Kontinente-Meisterschaften in derselben Saison belegten sie den 10. Platz.
Seit 2019 tritt Miura mit Ryūichi Kihara an. In ihrer ersten gemeinsamen Saison gewannen sie der Goldmedaille bei den Japanischen Meisterschaften. In der Saison 2021/22 gewannen sie die Bronzemedaille bei der NHK Trophy und die Silbermedaille bei Skate America. Damit qualifizierten sie sich für das Grand-Prix-Finale, das aber aufgrund der der COVID-19-Pandemie abgesagt wurde.
Bei den Olympischen Winterspielen 2022 erreichten sie den 7. Platz. Außerdem nahmen sie am Teamwettbewerb teil, wo sie im Kurzprogramm den 4. und in der Kür den 2. Platz erreichten und damit zur Silbermedaille des japanischen Teams beitrugen.
Miura und Kihara vertraten Japan bei den Eiskunstlauf-Weltmeisterschaften 2022. Sie erreichten im Kurzprogramm den 3. Platz hinter den Paaren Knierim/Frazier und Cain-Gribble/LeDuc, allerdings mussten sich Letztere sich wegen einer Verletzung aus dem Wettbewerb zurückziehen. Miura und Kihara gewannen die Silbermedaille.

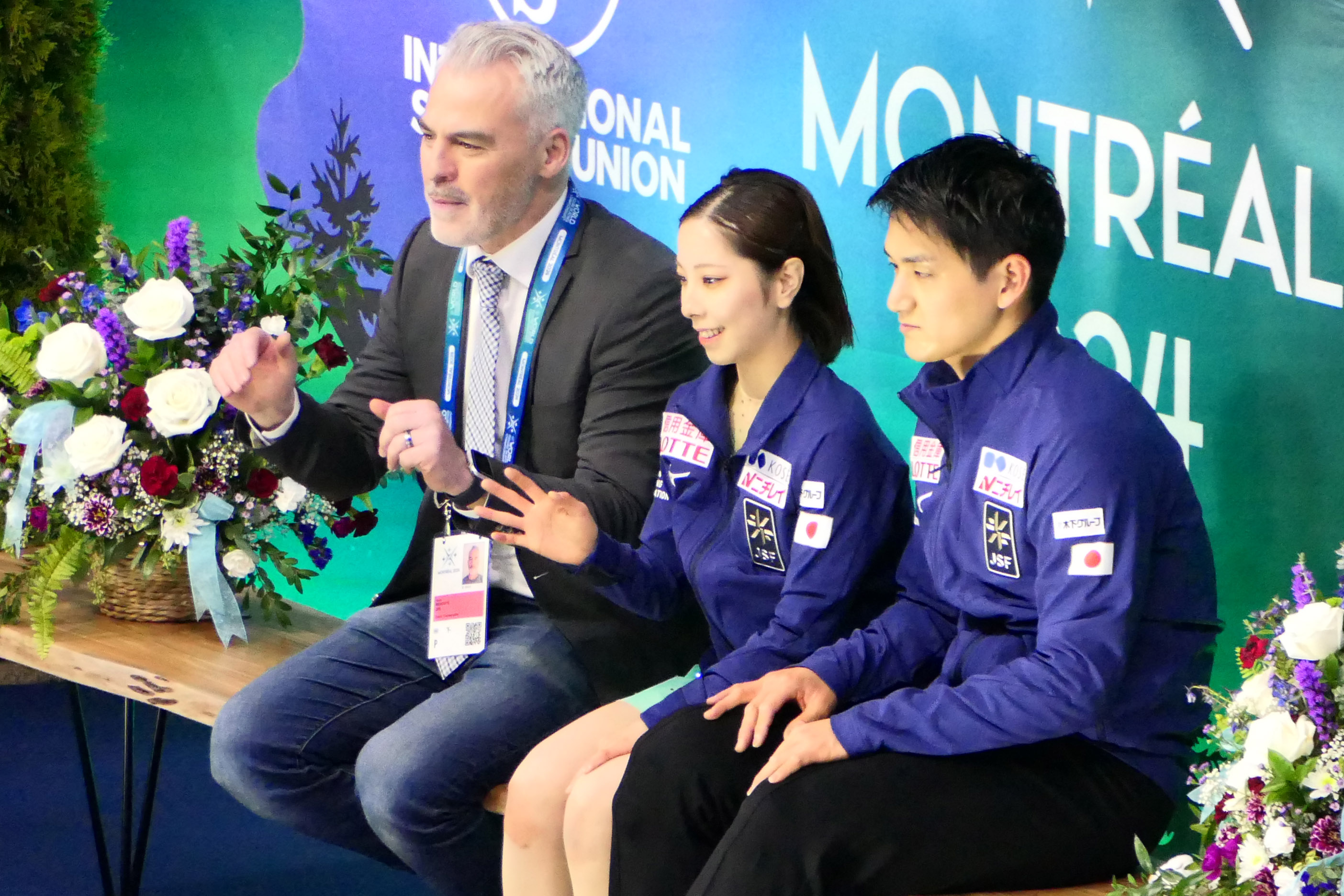
Riku Miura mit Ryūichi Kihara (rechts) und Bruno Marcotte (links) bei den Eiskunstlauf-Weltmeisterschaften 2024

Bei einer Eisshow im Sommer 2022 verletzte sich Miura die Schulter, weshalb sie längere Zeit nicht trainieren konnte. So begannen Miura und Kihara die Saison 2022/23 nach nur etwa fünf Wochen gemeinsamem Training. Das Paar erhielt erneut zwei Einladungen in die Grand-Prix-Serie. Sie lagen sowohl bei der NHK Trophy als auch bei Skate Canada auf dem 1. Platz. Damit waren sie für das Finale qualifiziert, in dem sie ebenfalls die Goldmedaille gewannen. Ihre Teilnahme an den Japanischen Meisterschaften im Dezember 2022 mussten sie wegen eines verspäteten Fluges und verlorenen Reisegepäcks absagen. Abgesehen von diesem Missgeschick ging das Paar in dieser Saison unbesiegt in die Weltmeisterschaft, bei der sie mit persönlichen Bestleistungen in beiden Segmenten vor Knierim/Frazier und dem italienischen Paar Sara Conti/Niccolò Macii die Goldmedaille gewannen.

## Ergebnisse

### Mit Kihara
| Meisterschaft / Saison                                                                  | 2019/20 | 2020/21       | 2021/22 | 2022/23       | 2023/24 | 2024/25 |
| --------------------------------------------------------------------------------------- | ------- | ------------- | ------- | ------------- | ------- | ------- |
| Olympische Winterspiele                                                                 |         |               | 7.      |               |         |         |
| Weltmeisterschaften                                                                     | A       | 10.           | 2.      | 1.            | 2.      | 1.      |
| Vier-Kontinente-Meisterschaften                                                         | 8.      |               |         | 1.            | 2.      | 1.      |
| Japanische Meisterschaften                                                              | 1.      |               | Z       | Z             |         | 1.      |
| Grand-Prix-Wettbewerb / Saison                                                          | 2019/20 | 2020/21       | 2021/22 | 2022/23       | 2023/24 | 2024/25 |
| Grand-Prix-Finale                                                                       |         |               | A       | 1.            |         | 2.      |
| NHK Trophy                                                                              | 5.      |               | 3.      | 1.            |         | 2.      |
| Skate America                                                                           |         |               | 2.      |               |         | 1.      |
| Skate Canada                                                                            |         | A             |         | 1.            |         |         |
| Challenger-Serie + Sonstige / Saison                                                    | 2019/20 | 2020/21       | 2021/22 | 2022/23       | 2023/24 | 2024/25 |
| Autumn Classic International                                                            |         |               | 1.      |               | 2.      |         |
| Teamwettbewerb / Saison                                                                 | 2019/20 | 2020/21       | 2021/22 | 2022/23       | 2023/24 | 2024/25 |
| Olympische Winterspiele – Teamwettbewerb                                                |         |               | 2.      |               |         |         |
| World Team Trophy                                                                       |         | 3. (T) 3. (P) |         | 3. (T) 2. (P) |         |         |
| Z = zurückgezogen; A = Wettbewerb abgesagt; T = Teamergebnis; P = persönliches Ergebnis |         |               |         |               |         |         |

### Mit Ichihashi
| Meisterschaft / Saison                      | 2015/16 | 2016/17 | 2017/18       | 2018/19 |
| ------------------------------------------- | ------- | ------- | ------------- | ------- |
| Four Continents                             |         |         | 10.           |         |
| Japanische Meisterschaften                  |         |         | 3.            |         |
| Challenger-Serie + Sonstige / Saison        | 2015/16 | 2016/17 | 2017/18       | 2018/19 |
| Golden Spin of Zagreb                       |         |         | 6.            |         |
| Juniorenwettbewerb / Saison                 | 2015/16 | 2016/17 | 2017/18       | 2018/19 |
| Juniorenweltmeisterschaften                 |         | 13.     | 10.           | 14.     |
| Junior Grand Prix Österreich                |         |         |               | 7.      |
| Junior Grand Prix Kanada                    |         |         |               | 4.      |
| Junior Grand Prix Lettland                  |         |         | 10.           |         |
| Junior Grand Prix Polen                     |         |         | 10.           |         |
| Bavarian Open                               | 7.      |         |               |         |
| Toruń Cup                                   |         | 1.      |               |         |
| Japanische Juniorenmeisterschaften          | 1.      | 1.      |               |         |
| Teamwettbewerb / Saison                     | 2015/16 | 2016/17 | 2017/18       | 2018/19 |
| World Team Trophy                           |         |         | 2. (T) 6. (P) |         |
| T = Teamergebnis; P = persönliches Ergebnis |         |         |               |         |